# Сюзанна Коллінз
Сюзанна Ко́ллінз (англ. Suzanne Collins; нар. 10 серпня, 1962, Санді-Гук, Коннектикут, США) — американська письменниця і сценаристка, авторка книжкових серій «The Underland Chronicles» та «Голодні ігри». Стала відомою завдяки роману «Голодні ігри». У США й Канаді продано 2,9 млн примірників, книжку перекладено на 27 мов у 40 країнах, в тому числі на українську. Понад 100 тижнів книжка трималась у переліку бестселерів за версією «Нью-Йорк Таймс». Загалом трилогія на сьогодні розійшлася накладом понад 10 млн примірників. У 2010 році Сюзанна Коллінз була названа журналом «Тайм» серед найвпливовіших осіб світу. Українською мовою книжки Сюзанни Коллінз перекладає видавництво «Країна мрій».

## Біографія
Сюзанна Коллінз — дочка офіцера повітряних сил США. Через це практично все своє дитинство і юність провела в роз'їздах. Закінчила Індіанський університет в Блумінгтоні. Кар'єра Коллінз розпочалась після її переїзду до Нью-Йорку в 1991 році — вона писала сценарії для дитячих телевізійних серіалів і шоу. Працювала на телевізійному каналі «Nickelodeon», де брала участь у проєктах «Clarissa Explains It All», «The Mystery Files of Shelby Woo», «Little Bear», «Oswald») та інших. Робота над проєктами для дітей надихнула Сюзанну на написання дитячої книги. Так з'явився роман «Gregor the Overlander», перша книга в серії «Хроніки Підземелля» (англ. The Underland Chronicles), видана в 2003 році.
Згідно з рейтингами «Нью-Йорк таймс» серія була однією з найбільш популярних за продажами. У період між 2003 і 2007 роками Коллінз написала п'ять романів серії. Як вона зізналась сама, сюжет прийшов до неї з «Аліси у Дивокраї» Льюїса Керрола, адже ймовірність впасти в оглядовий колодязь набагато вища, ніж в нору кролика.
Проживає в штаті Коннектикут, США. Останнім чоловіком Сюзанни Колінз був Шарль Прайор. Пара розлучилася у 2015 році.

## Голодні ігри
Перша книжка трилогії «Голодні ігри» була опублікована видавництвом «Scholastic Press» у 2008 році. За словами авторки, на написання роману  Крім того, з досвіду батька, офіцера повітряних сил, вона чимало знала про голод, злидні, війну. Саме з цих двох джерел і постала яскрава антиутопія й пародія на телевізійні реаліті-шоу, дія якої відбувається у майбутньому на терені сьогоднішніх Сполучених Штатів у вигаданій країні Панем. Другою книжкою трилогії став роман «У вогні», який вийшов у 2009 році. Заключна книжка серії «Переспівниця» вийшла 24 серпня 2010 року.

## Трилогія «Голодні ігри»
- Голодні ігри (англ. The Hunger Games), 2008
- У вогні (англ. Catching Fire), 2009
- Переспівниця (англ. Mockingjay), 2010
- Балада про співочих пташок та змій (англ. The Ballad of Songbirds and Snakes), 2020 — приквел

## Премія
- 2013 рік — Премія «Геффен» за книгу «Переспівниця» (Mockingjay);
- 2012 рік — Премія «Геффен»" за книгу «У вогні» (Catching Fire).
- 2011 рік — Премія «Геффен» за книгу «Голодні ігри» (The Hunger Games).